# Oscinella concinna
Oscinella concinna är en tvåvingeart som först beskrevs av Samuel Wendell Williston  1896.  Oscinella concinna ingår i släktet Oscinella och familjen fritflugor. Inga underarter finns listade i Catalogue of Life.